# Peugeot 5008
Peugeot 5008 (укр. Пежо 5008) — перший компактвен, що випускається під маркою Peugeot. В 2016 році представлене друге покоління моделі вже у вигляді кросовера.

## Перше покоління (T87; 2009-2017)

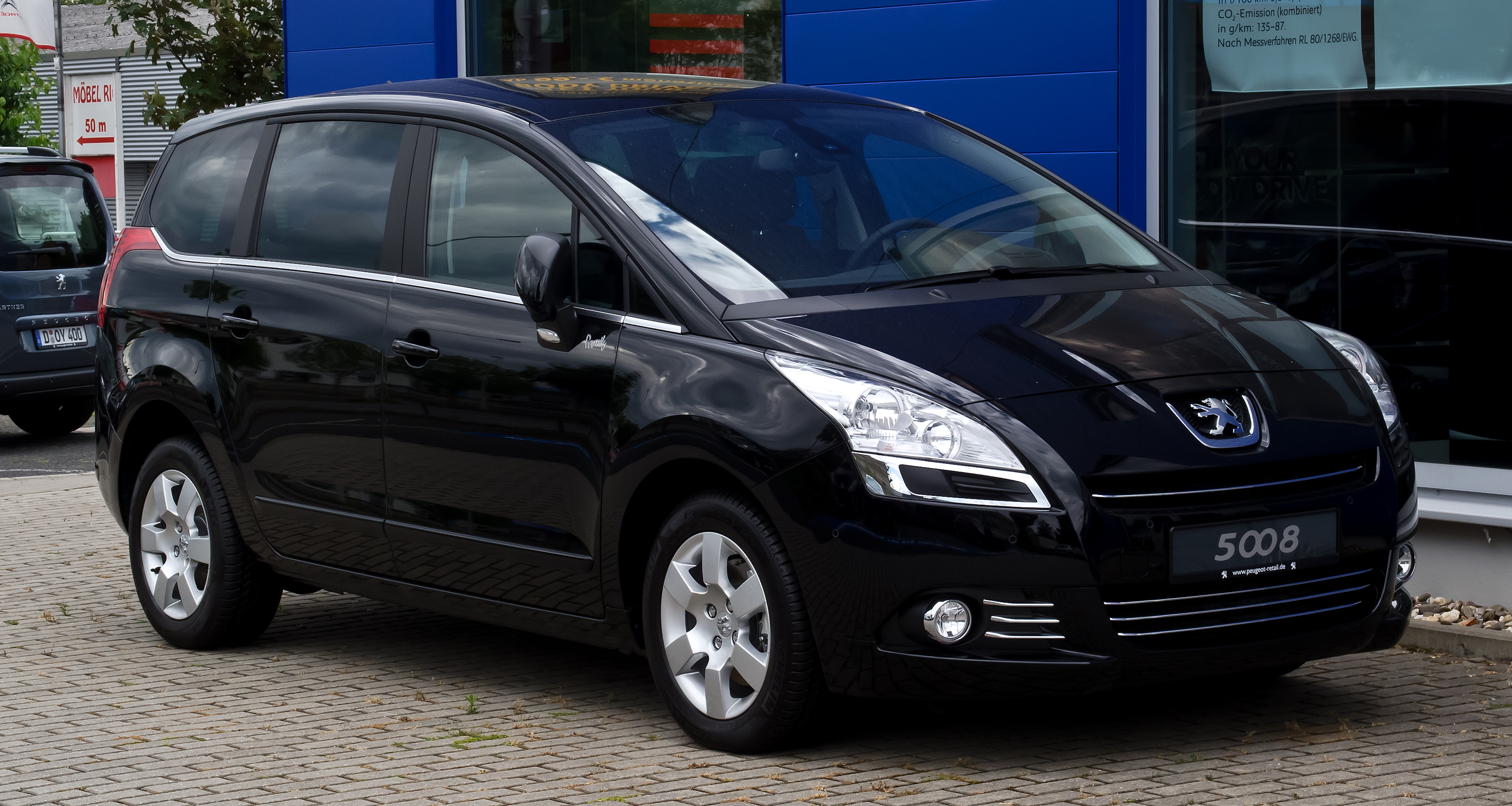
Peugeot 5008 HDi FAP 150 Family

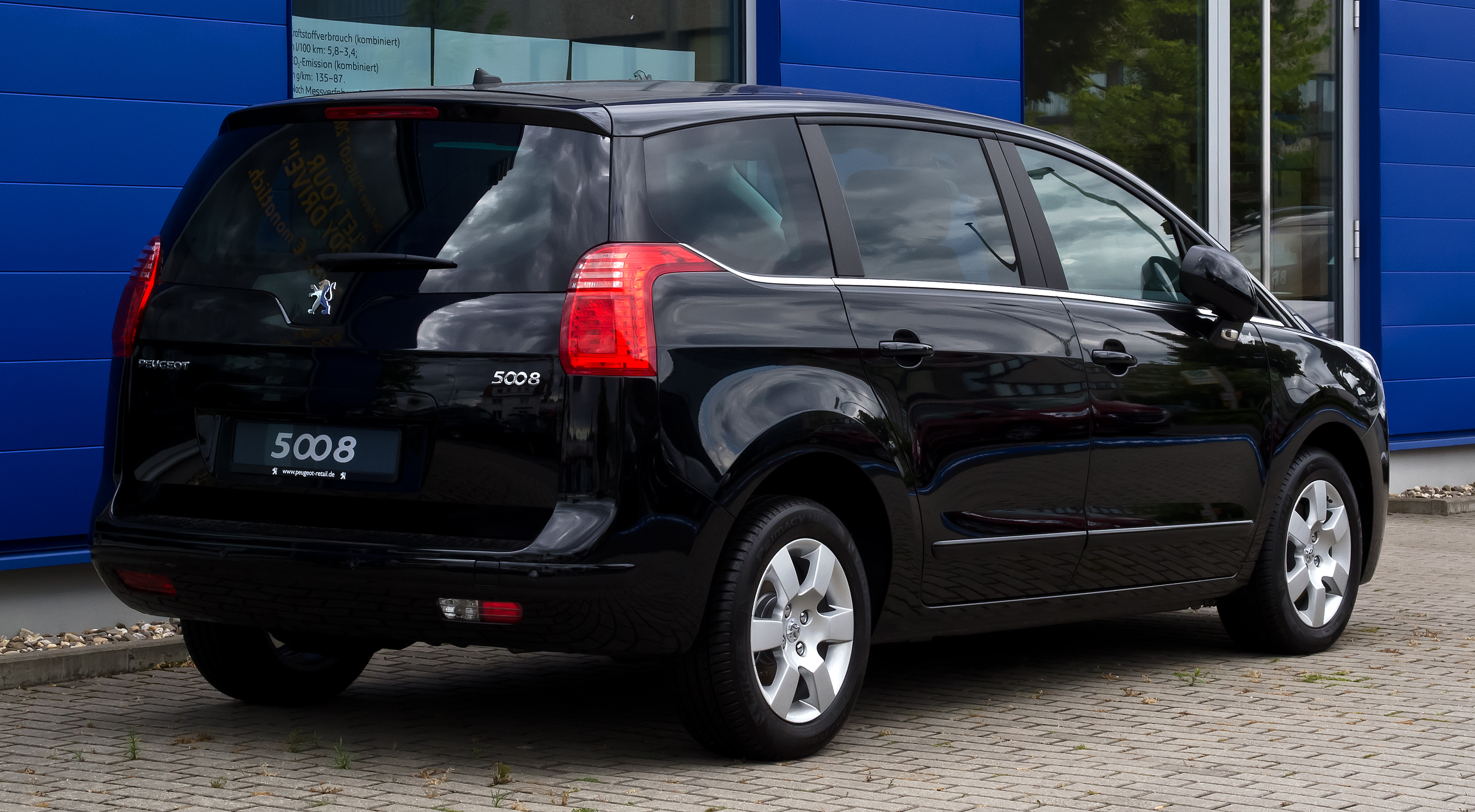
Peugeot 5008 HDi FAP 150 Family

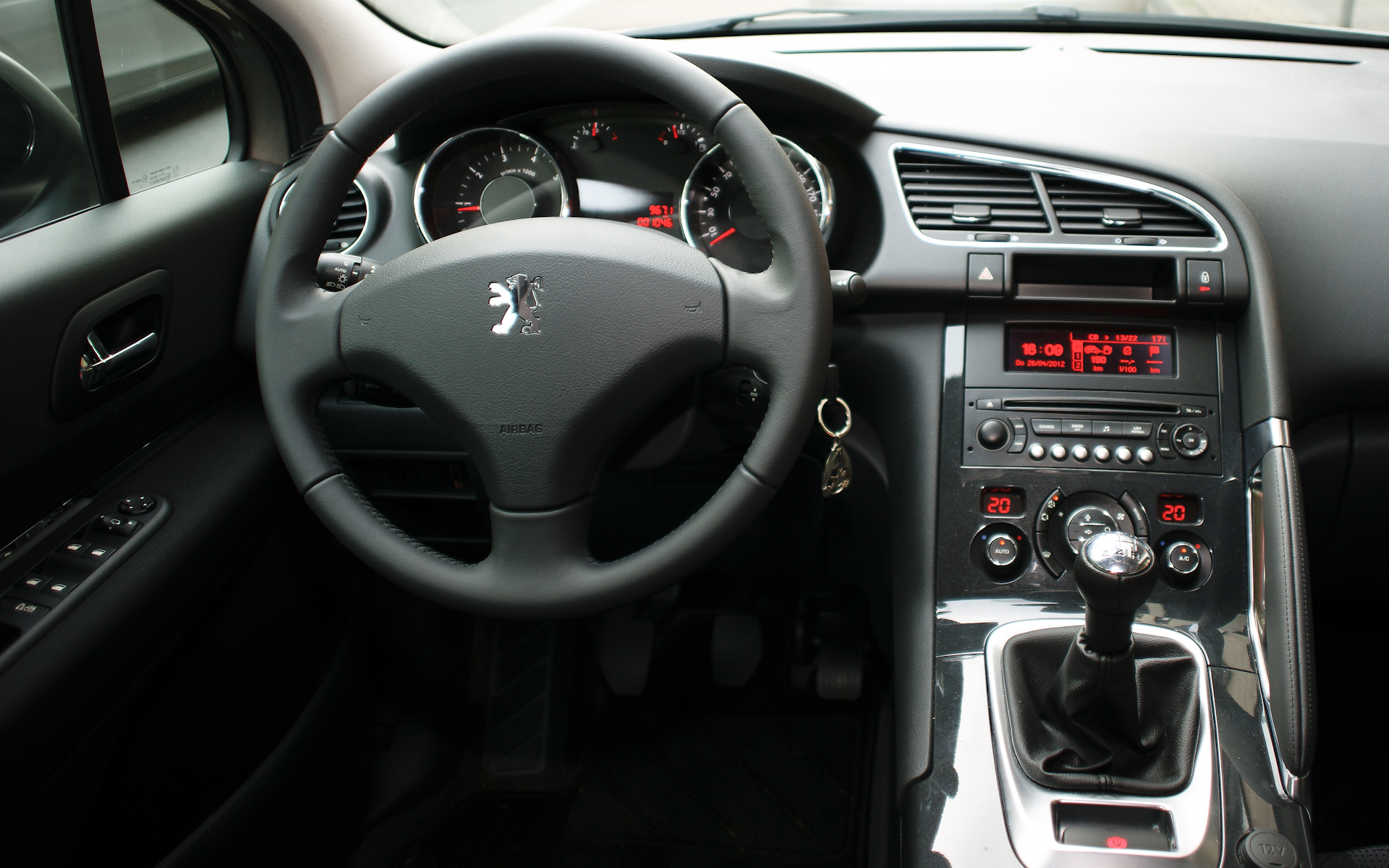
Салон Peugeot 5008

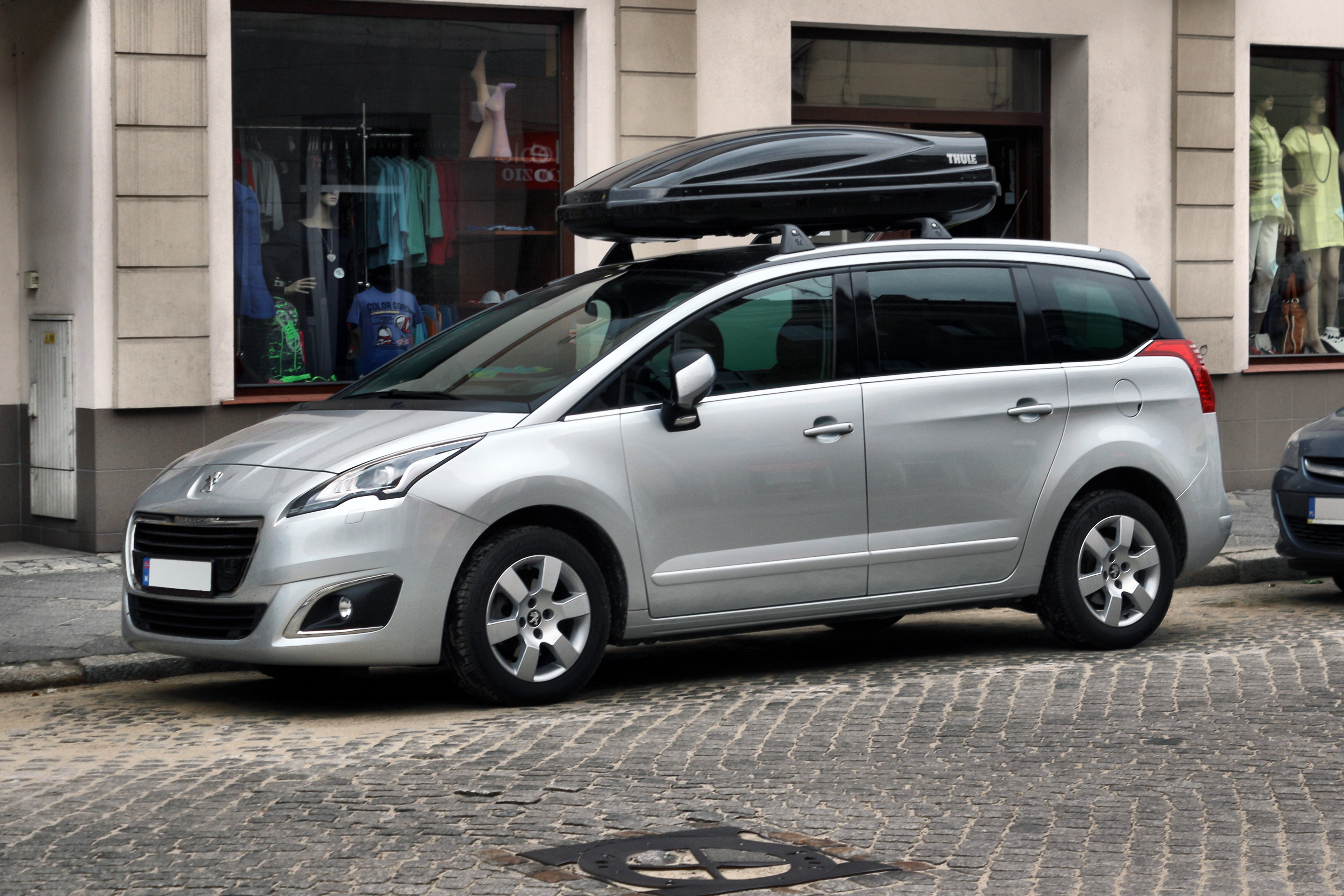
Peugeot 5008 (2013-2017)

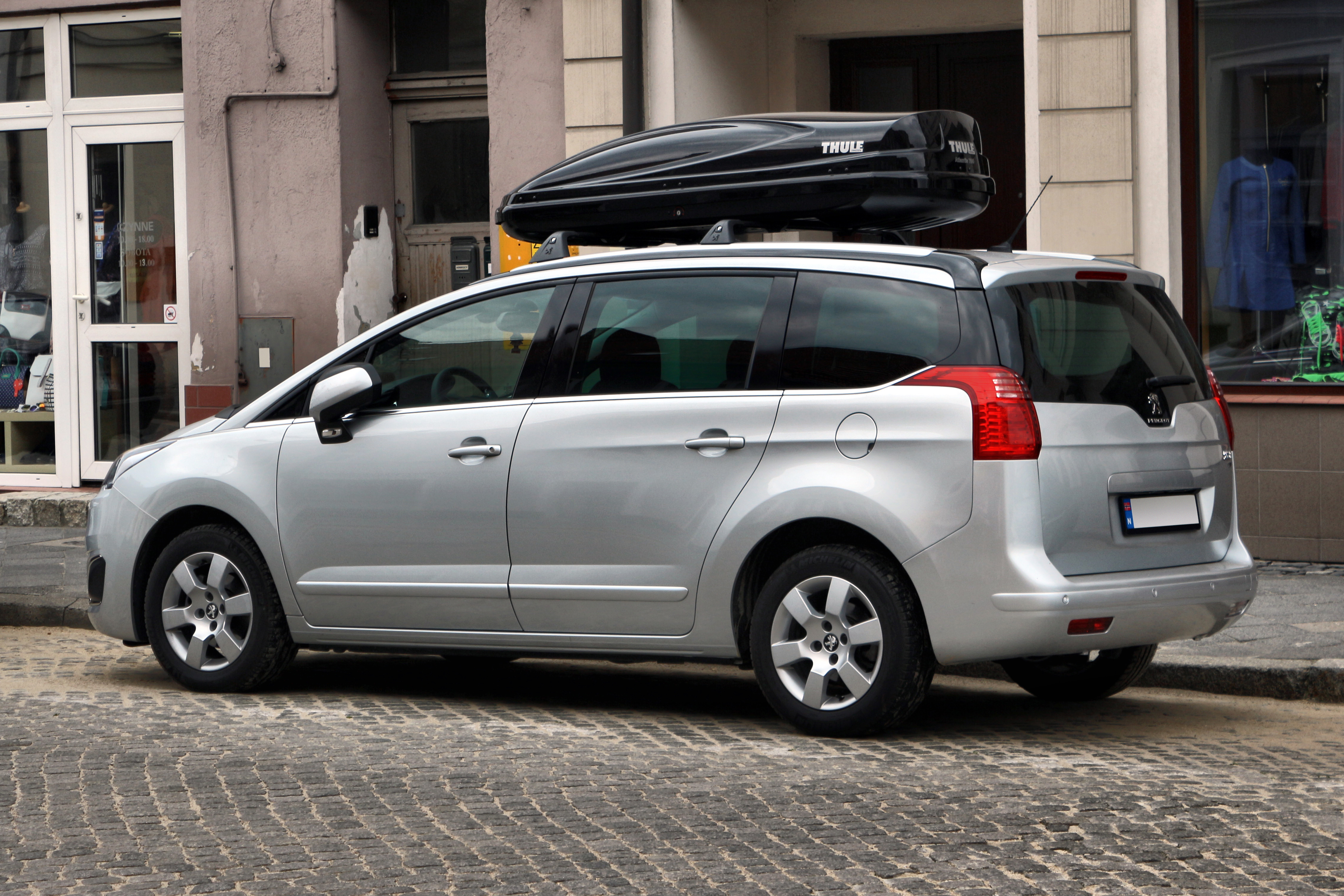
Peugeot 5008 (2013-2017)

Вперше був представлений у вересні 2008 року на Паризькому автосалоні. Випускається в 5-ти і 7-місному варіантах з травня 2009 року. Побудований на одній платформі з Peugeot 3008 і Citroën C4 Picasso.
Багажний відсік Peugeot 5008 може вміщати від 758 літрів (при складених сидіннях третього ряду) до 2506 літрів вантажу (при складених сидіннях другого ряду). Крім того, у моделі 5008 є ще безліч дрібних відсіків під сидіннями, в передній панелі і так далі, загальною місткістю 60 літрів.
На вибір водія представлено дві моделі: Active і Allure. Модель Active постачається з: сенсорами паркування, вікнами з електроприводом, круїз-контролем, можливістю сполучення телефону через Bluetooth, кондиціонуванням повітря, віконними жалюзі, литими дисками коліс, світлодіодними денними ходовими вогнями, автоматичними фарами та склоочисниками. Обравши модель Allure, Ви також отримаєте: проєкційний дисплей, супутникову навігацію, камеру заднього виду, 18-дюймові литі диски коліс, панорамний люк та тоновані задні вікна.
Моделі 5008 оснащені: передніми, бічними подушками і подушками завіси, сенсорами контролю тиску шин, протибуксувальною системою та системою підтримання курсової стійкості. На другому ряду є три фіксатори ISOFIX. Модель Allure постачається з протиугінною сигналізацією.

### Назва
- Цифра 5 в позначенні 5008 відносить автомобіль до категорії сімейних
- Подвійний нуль в центрі вказує на приналежність моделі до класу автомобілів з підвищеним кузовом
- Остання вісімка вказує на покоління

### Двигуни

#### Бензинові
| Модель  | Об'єм    | Циліндри | Потужність кВт (к. с.) при об/хв | Крутний момент Н·м при об/хв | Виробництво |
| ------- | -------- | -------- | -------------------------------- | ---------------------------- | ----------- |
| 1.6 VTi | 1598 см³ | 4        | 88 (120) / 6000                  | 160 / 4250                   | з 2009      |
| 1.6 THP | 1598 см³ | 4        | 115 (156) / 6000                 | 240 / 1400                   | з 2009      |

#### Дизельні
| Модель                  | Об'єм    | Циліндри | Потужність кВт (к. с.) при об/хв | Крутний момент Н·м при об/хв | Виробництво |
| ----------------------- | -------- | -------- | -------------------------------- | ---------------------------- | ----------- |
| 1.6 HDi (FAP)           | 1560 см³ | 4        | 80 (109) / 4000                  | 240 / 1750                   | 2009—2010   |
| 1.6 HDi (FAP)           | 1560 см³ | 4        | 82 (114) / 4000                  | 270 / 1750                   | з 2010      |
| 2.0 HDi (FAP)           | 1997 см³ | 4        | 110 (150) / 3750                 | 340 / 2000                   | з 2009      |
| 2.0 HDi (FAP) Automatik | 1997 см³ | 4        | 120 (163) / 3750                 | 340 / 2000                   | з 2010      |

## Друге покоління (P87; 2016-2023)

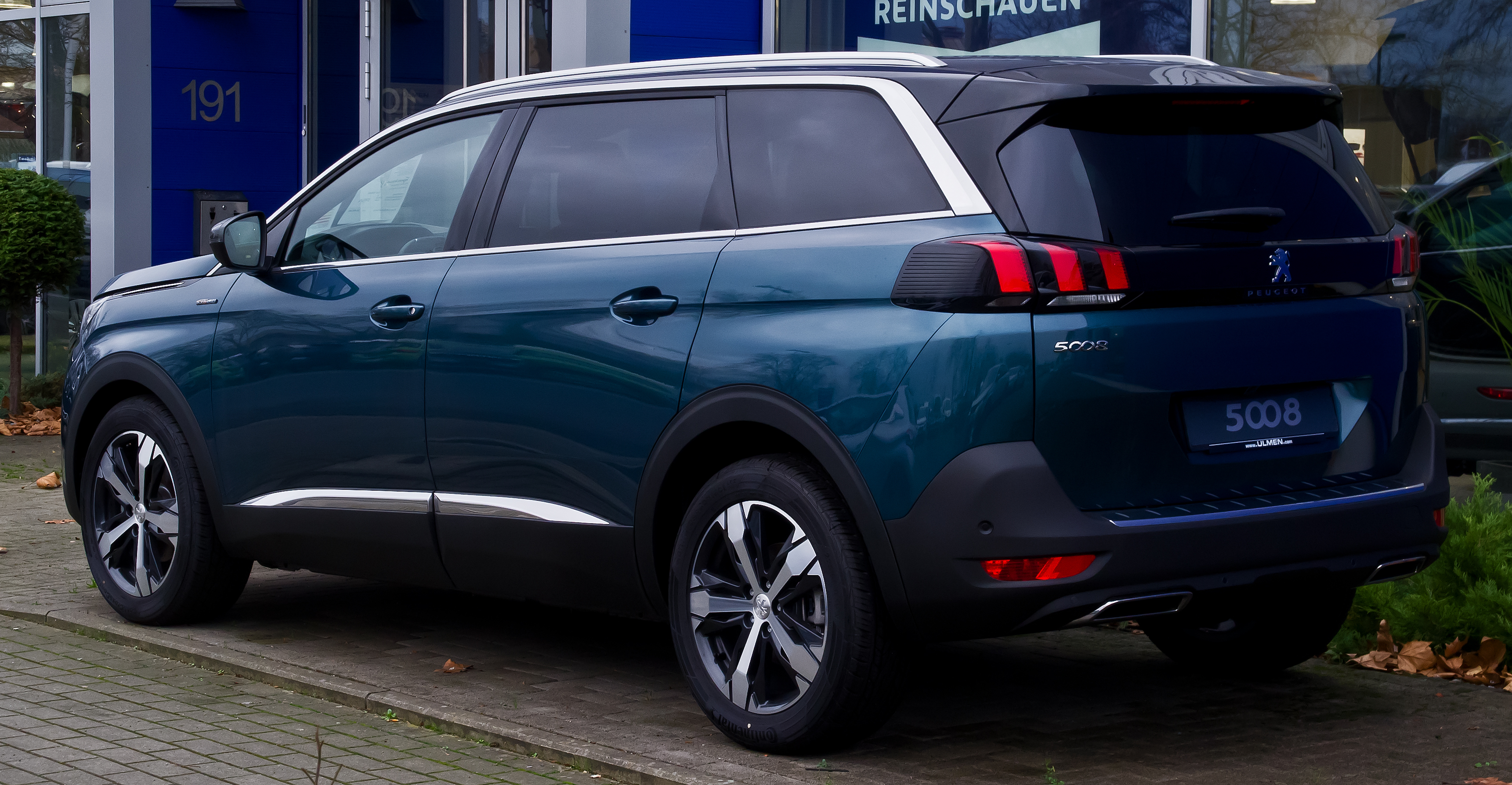
Peugeot 5008 ІІ

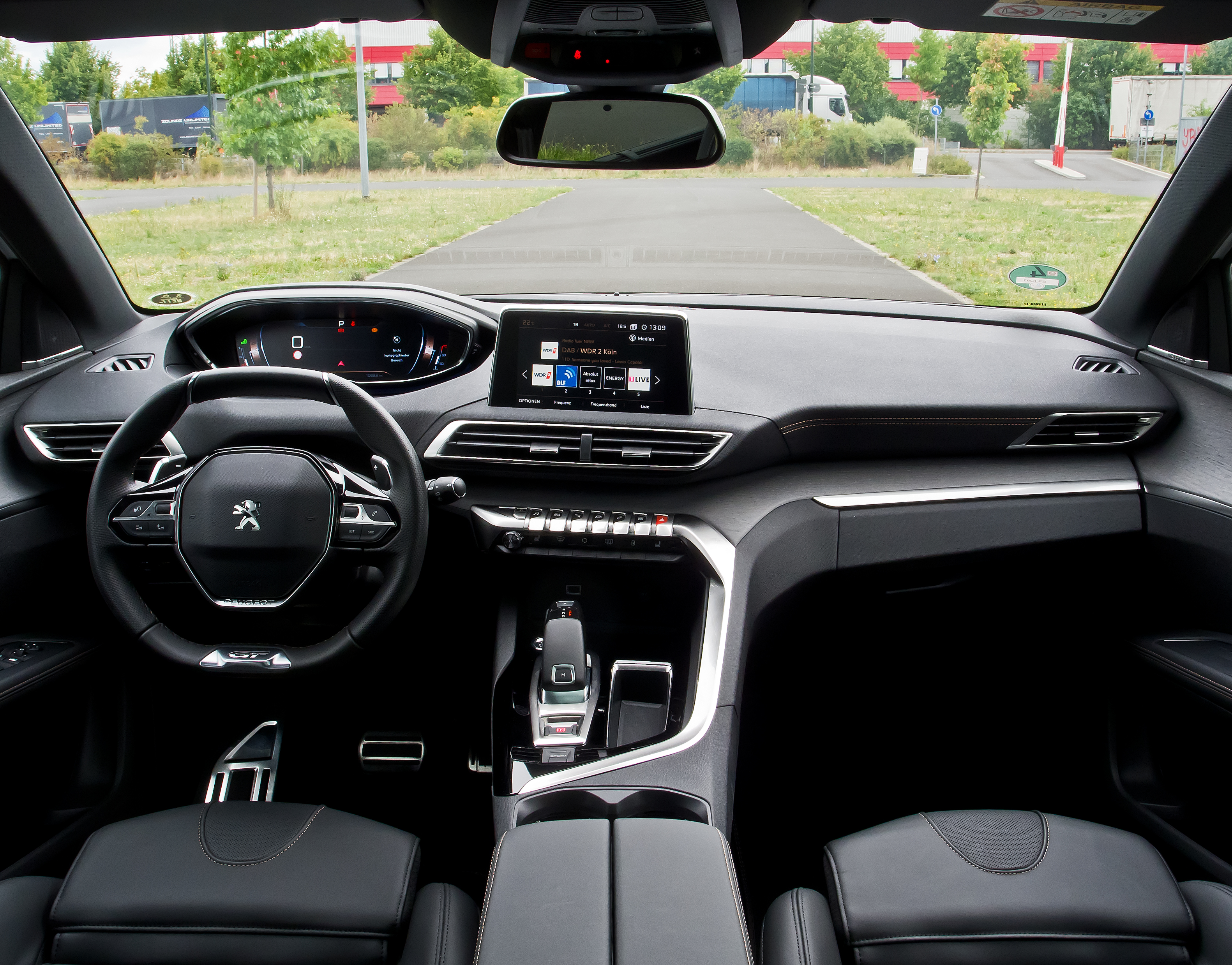
Салон

У вересні 2016 році дебютував Peugeot 5008 другого покоління, що збудований на платформі EMP2, що й Peugeot 3008 другого покоління. Автомобіль тепер не компактвен, а кросовер з 5 або 7 сидіннями. Основним конкурентом моделі має бути Renault Koleos. Моторна гама починається з бензинового 1.2 e-THP PureTech (130 к. с.). Усі автомобілі пропонуються виключно з переднім приводом. Для компенсації відсутності повного приводу пропонується система контролю тяги Grip Control Advanced з можливість вибору режимів їзди по снігу, бруду і піску. Є система допомоги при русі під ухилом, адаптивний круїз-контроль з автоматичним гальмуванням, система моніторингу «сліпих» зон, система розпізнавання дорожніх знаків і втоми водія, контроль рядності, система автоматичної парковки з круговим оглядом і багато іншого.
Багажний відсік Peugeot 5008 може вміщати від 951 літра (при складених сидіннях третього ряду) до 2150 літрів вантажу (при складених сидіннях другого ряду).
Автомобіль отримав покращений салон i-Cockpit з 12,3-дюймовим дисплеєм, який замінив панель приладів, 8-дюймовим сенсорним екраном на центральній консолі, аудіо системою Focal, індукційною зарядкою для смартфонів, 3D-навігацією, голосовим управлінням і підтримкою технології Mirror Screen.
За безпеку пасажирів відповідають шість подушок безпеки, АБС, ESP, круїз-контроль з обмежувачем швидкості.
На ринок модель поступила весною 2017 року.

### Оновлення 2020 року

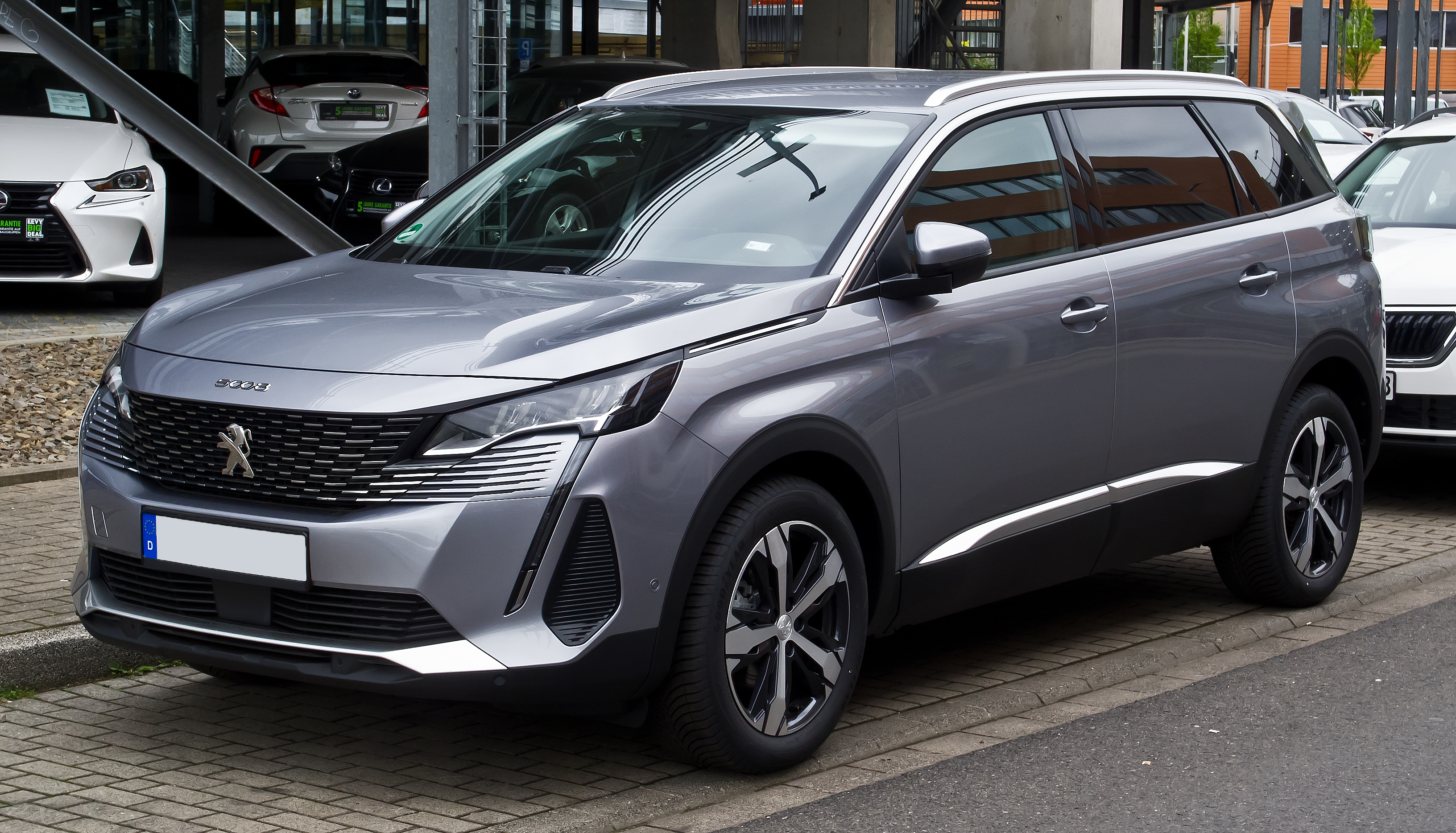
Peugeot 5008 ІІ (з 2020)

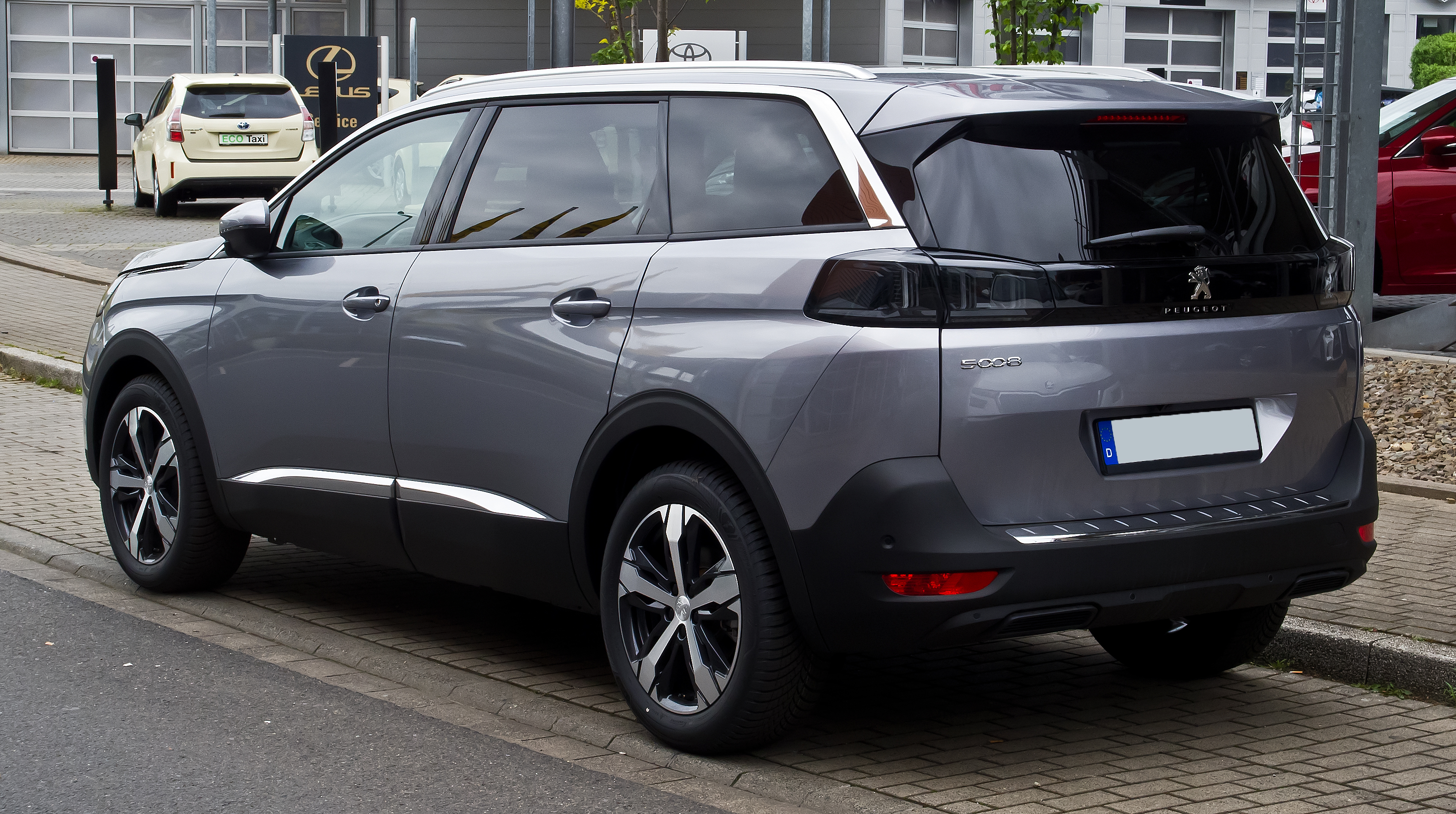

У вересні 2020 року слідом за оновленням актуальної генерації 3008-го, фейсліфтинг отримав й 5008-й. 
5008-й отримав безрамкову радіаторну решітку, нову оптику з «іклами» ходових вогнів, але без окремих противотуманок, видозмінені бампери, 19-дюймові диски San Francisco, опціональний пакет затемнених елементів екстер’єру.
У салоні Peugeot 5008 вже знайомі модернізовані цифрові прилади на 12,3 дюйма й новий 10-дюймовий тачскрін із сімома клавішами.
Кросовер зберіг дволітровий 180-сильний дизель, який в Україні продається у комплектації GT, проте так й не отримав гібридну силову установку.
У березні 2021 року оновлений 5008-й був презентований в Україні з двома дизельними двигунами та в двох комплектаціях.

### Двигуни
Бензинові
|                                | 1.2 PureTech S&S 130 | 1.6 THP S&S 165      | 1.6 PureTech S&S 180 |
| ------------------------------ | -------------------- | -------------------- | -------------------- |
| Двигун                         | 3-циліндровий рядний | 4-циліндровий рядний | 4-циліндровий рядний |
| Об'єм (см³)                    | 1 199                | 1598                 | 1598                 |
| Потужність (к.с.) при об/хв    | 130 / 5500           | 165 / 6000           | 180 / 5500           |
| Крутний момент (Н.м) при об/хв | 230 / 1750           | 240 / 1750           | 250 / 1650           |
| Коробка передач                | BVM6                 | EAT6                 | EAT8                 |
| Максимальна швидкість (км/год) | 188                  | 206                  | 220                  |
| 0-100 км/год                   | 10.7 - 12.4          | 9.2 - 10.5           | 8.3                  |
| Витрата л/100км (змішаний)     | 5 - 5.4              | 5.8 - 6.1            | 5.6                  |
| Викиди СО² г/км                | 115 - 124            | 133 - 140            | 128 - 129            |
| Екологічний стандарт           | Euro 6d-TEMP         | Euro 6c              | Euro 6d-TEMP         |

Дизельні
- BlueHDi 1.6 л, 100 к. с., 254 Н·м
- BlueHDi 1.6 л, 120 к. с., 300 Н·м
- BlueHDi 1.5 л, 130 к. с., 300 Н·м
- BlueHDi 2.0 л, 150 к. с., 370 Н·м
- BlueHDi 2.0 л, 180 к. с., 400 Н·м

## Третє покоління (P67; з 2024)

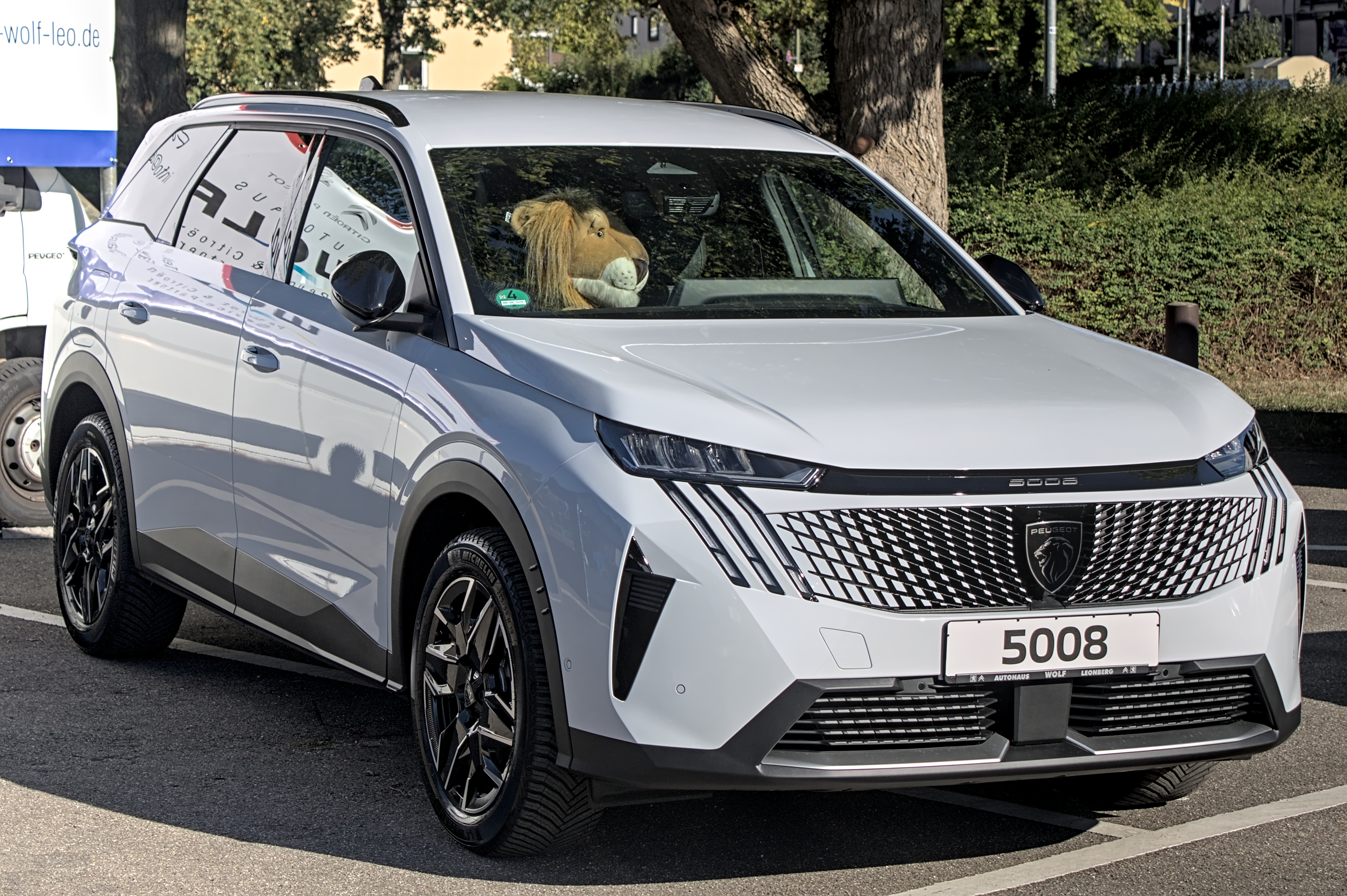
Peugeot 5008 C

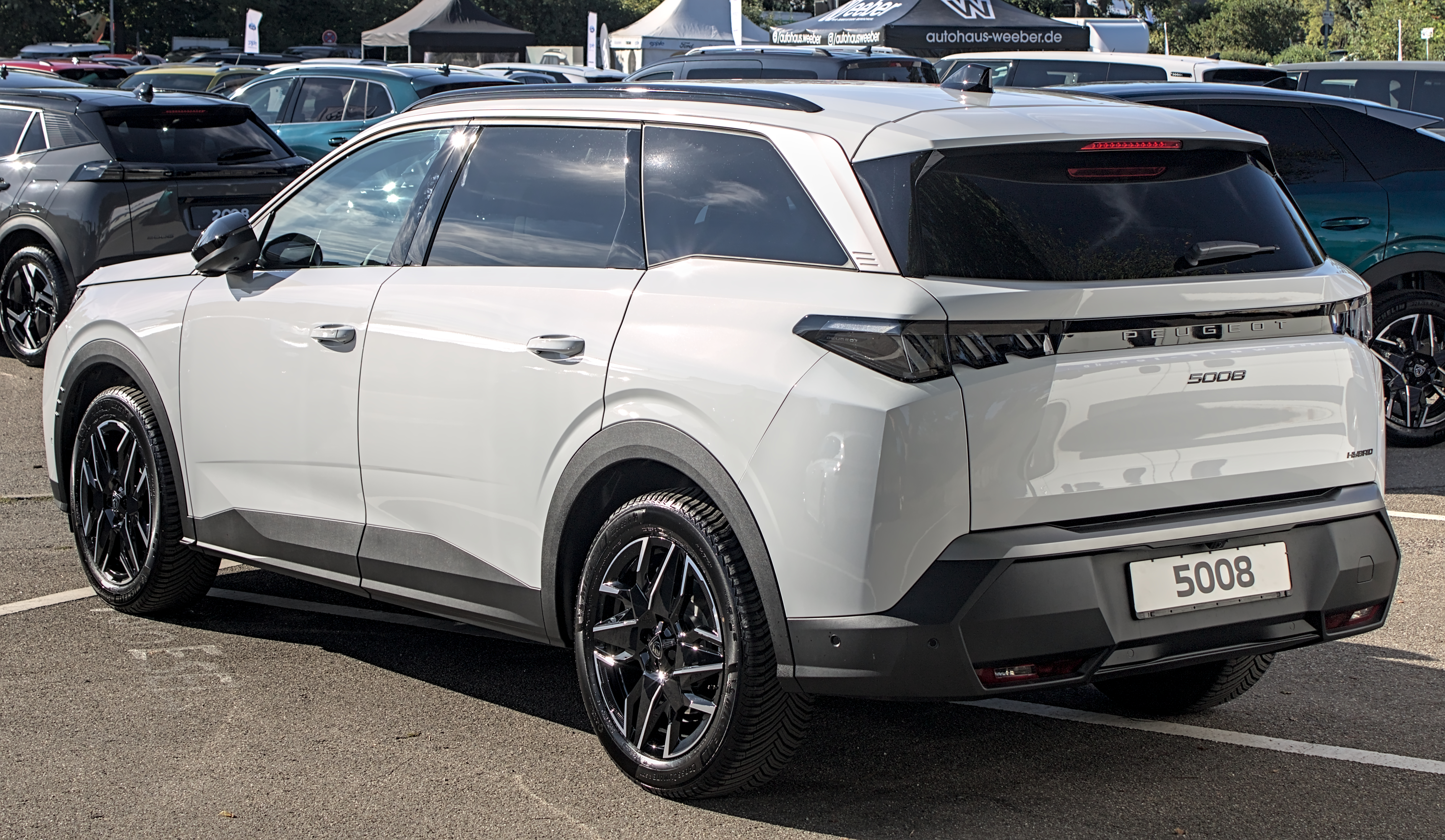
Peugeot 5008 C

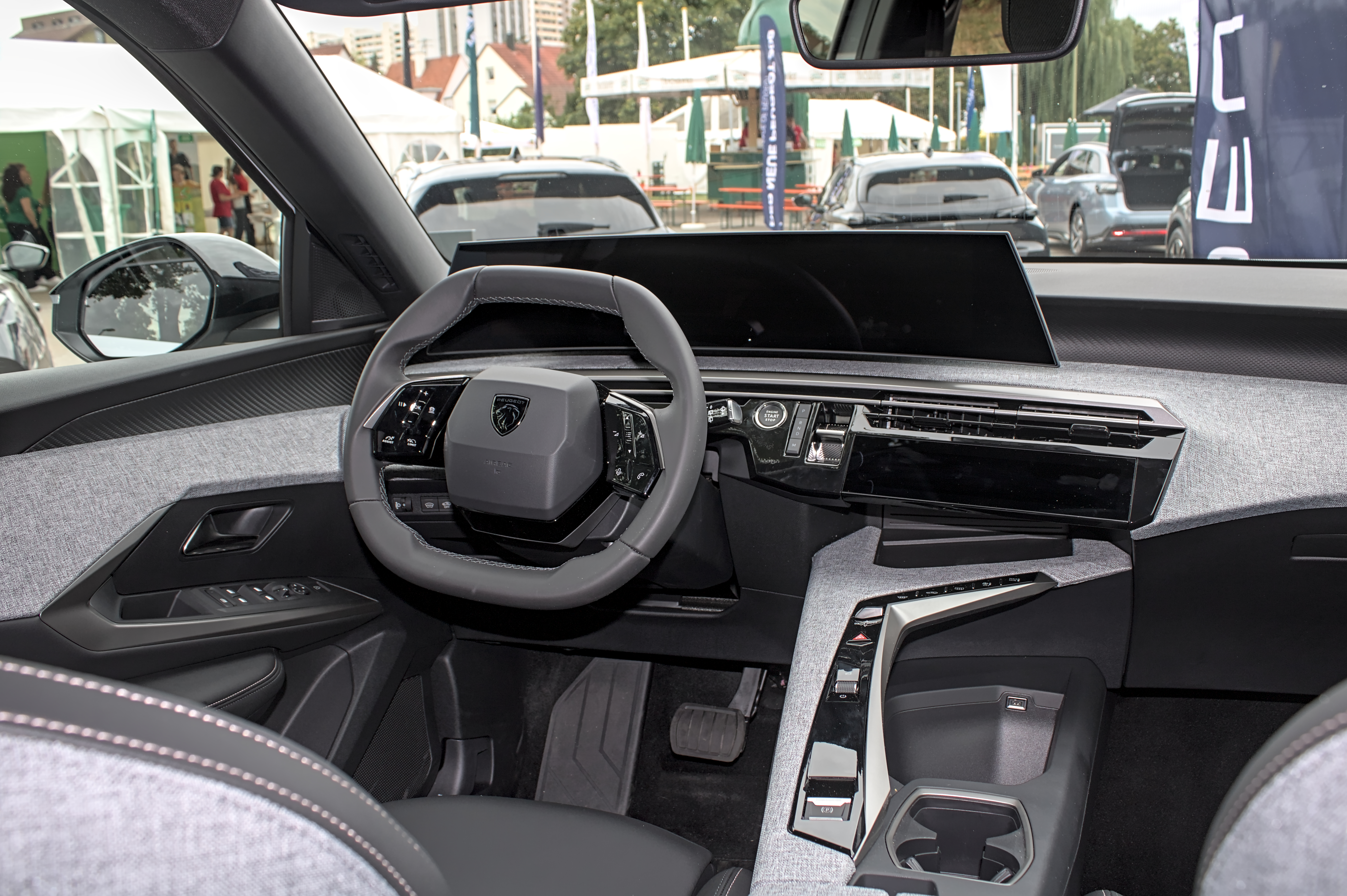

Третє покоління 5008 було представлено 20 березня 2024 року, а виробництво заплановано на 2024 рік. 5008, по суті, є довшою версією 3008 і базується на платформі STLA Medium. 5008 виготовлятиметься ексклюзивно на заводі PSA Sochaux. Електродвигуни виготовлятимуть на спільному підприємстві STELLANTIS-NIDEC у Тремері, Франція, а батареї ACC — на гігантській фабриці у Дувріні, Франція.

### Двигуни
Hybrid (MHEV):
- 1.2 PureTech 136

Hybrid (PHEV):
- 1.6 PureTech 150 + електродвигун = 195 к.с.

Електричні:
- e-210
- e-320

## Продажі
| рік  | Європа | Китай  |
| ---- | ------ | ------ |
| 2009 | 6,520  |        |
| 2010 | 70,156 |        |
| 2011 | 68,643 |        |
| 2012 | 52,228 |        |
| 2013 | 41,888 |        |
| 2014 | 34,588 |        |
| 2015 | 31,444 |        |
| 2016 | 28,034 |        |
| 2017 | 46,689 | 22,634 |
| 2018 | 78,832 | 20,588 |
| 2019 | 76,104 | 9,372  |